# 實皆鎮區
实皆镇区，是缅甸实皆省实皆县下辖的镇区。首府位于实皆。区内的敏贡为一处旅游胜地。

## 经济
实皆山下的耶卡湖（Ye Kharr）出产天然螺旋藻。

## 人口
据2014年人口普查，实皆镇区人口为307,194。人口密度为244.5人每平方公里。人口年龄中位数为30.1，男女比例为88:100。区内有65,143户家庭，家庭平均人口4.3。